# Marianne Åhman
Ingrid Marianne Åhman, tidigare gift Grankvist, född Jansson 18 juni 1958 i Sunne, är en svensk tandhygienist och politiker (Folkpartiet).
Marianne Åhman var ersättare i riksdagen för Värmlands läns valkrets under april-oktober 2011. I riksdagen var hon ersättare i försvarsutskottet, trafikutskottet och näringsutskottet.